# Kamekawa Masashi
Kamekawa Masashi (亀川 諒史 (Quy Xuyên Lượng Sử) Kamekawa Masashi, sinh ngày 28 tháng 5 năm 1993) là một cầu thủ bóng đá người Nhật Bản thi đấu cho Kashiwa Reysol ở J1 League.

## Thống kê sự nghiệp
Cập nhật đến ngày 23 tháng 2 năm 2018.
| Câu lạc bộ          | Mùa giải            | Giải vô địch | Giải vô địch | Cúp Hoàng đế Nhật Bản | Cúp Hoàng đế Nhật Bản | J. League Cup | J. League Cup | Tổng    | Tổng      |
| Câu lạc bộ          | Mùa giải            | Số trận      | Bàn thắng    | Số trận               | Bàn thắng             | Số trận       | Bàn thắng     | Số trận | Bàn thắng |
| ------------------- | ------------------- | ------------ | ------------ | --------------------- | --------------------- | ------------- | ------------- | ------- | --------- |
| Shonan Bellmare     | 2012                | 0            | 0            | 1                     | 0                     | -             | -             | 1       | 0         |
| Shonan Bellmare     | 2013                | 20           | 1            | 2                     | 0                     | 5             | 0             | 27      | 1         |
| Shonan Bellmare     | 2014                | 18           | 1            | 2                     | 0                     | -             | -             | 20      | 1         |
| Avispa Fukuoka      | 2015                | 38           | 0            | 1                     | 0                     | -             | -             | 39      | 0         |
| Avispa Fukuoka      | 2016                | 27           | 0            | 0                     | 0                     | 4             | 0             | 31      | 0         |
| Avispa Fukuoka      | 2017                | 42           | 0            | 2                     | 0                     | -             | -             | 44      | 0         |
| Tổng cộng sự nghiệp | Tổng cộng sự nghiệp | 145          | 2            | 8                     | 0                     | 9             | 0             | 162     | 2         |